# Bjørnvatntunnelen
Bjørnvatntunnelen er en tunnel i AS Sydvarangers tidligere mine i Bjørnevatn syd om Kirkenes i Sør-Varangers kommune i Finnmark fylke i Norge. Sammen med den nærliggende Rørbua er tunnelen fredet.
Da tyskerne tvangsevakuerede Finnmark og brændte Kirkenes i oktober 1944 nægtede en del af befolkningen at flytte. 3.500-4.000 personer valgte at søge tilflugt i en af tunnelerne på Sydvarangers mineområde i Bjørnevatn. 
Omkring den 14. oktober gik store grupper ind i tunnelen. Folk indrettede sig med provisorisk bræddegulv, husdyr, vinterklæder og andre nødvendigheder. Blot nogle få kilometer derfra kæmpede den tyske besættelseshær med den hurtigt fremrykkende Røde hær. Jonas Lie, der var blevet udnævnt til styresmand for Nordnorge, gjorde den 21. oktober 1944 et sidste forsøg at overtale tunnelboerne til at følge dekretet om tvangsevakuering. Han holdt en tale i tunnelåbningen, men ingen adlød.
I løbet af oktoberdagene fik livet i tunnelen præg af en slags hverdagsliv. Man regner med at ti børn blev født i tunneltiden i oktober-november. Kort før midnat den 24. oktober ankom en gruppe russiske soldater til Bjørnevatntunnelen. Lidt fremme så de tunnelåbningen i nattemørket, og de norske vagter under dem kunne høre dem. Klokken kvart over to om natten tog soldaterne kontakt med nordmændene i tunnelåbningen og meddelte dem at området rundt omkring var sikret. De første norske styrker kom frem i anden uge af november. 
Badehuset Rørbua ligger 50 meter fra tunnelen og efter befrielsen var det dér, befolkningen samledes. 25. oktober 1944 hejstes det norske flag på bygningen som det første norske flag i det befriede Norge.
Før fejringen af 200-årsdagen for Eidsvollforfatningen blev Rørbua valgt som Finnmarks forslag til markering af jubilæet og Finnmark fylke tog derfor initiativ til kulturmindesmærkning af Rørbua og Bjørnevatntunnelen.